# BASIC Programming
BASIC Programming es un intérprete de basic para el Atari Video Computer System (posteriormente llamado Atari 2600 ) pensado para enseñar programación informática sencilla mediante el lenguaje de programación BASIC . Escrito por Warren Robinett y lanzado por Atari, Inc. en 1980, este intérprete de BASIC es uno de los pocos cartuchos que no son juegos juegos que fueron lanzados para la consola para la consola. La memoria RAM de 128 bytes del Atari VCS limita las posibilidades de escribir programas, su existencia es más una justificación para el nombre de "Video Computer System" porque su uso es esotérico incluso para programadores con conocimientos altos en basic, y no cuenta con memoria para guardar los programas creados.

## Detalles
La interfaz del intérprete  de BASIC está dividida en seis regiones:
- El programa es donde se escriben las instrucciones. Tiene un máximo de once líneas de código.
- La pila muestra resultados temporales de lo que hace el programa.
- Variables almacena los valores de cualquier variable que esté utilizando el programa.
- La salida muestra cualquier valor de salida que el programa crea.
- El estado muestra la cantidad de memoria disponible restante.
- Los gráficos contienen dos cuadrados de colores que pueden ser manipulados por el programa.

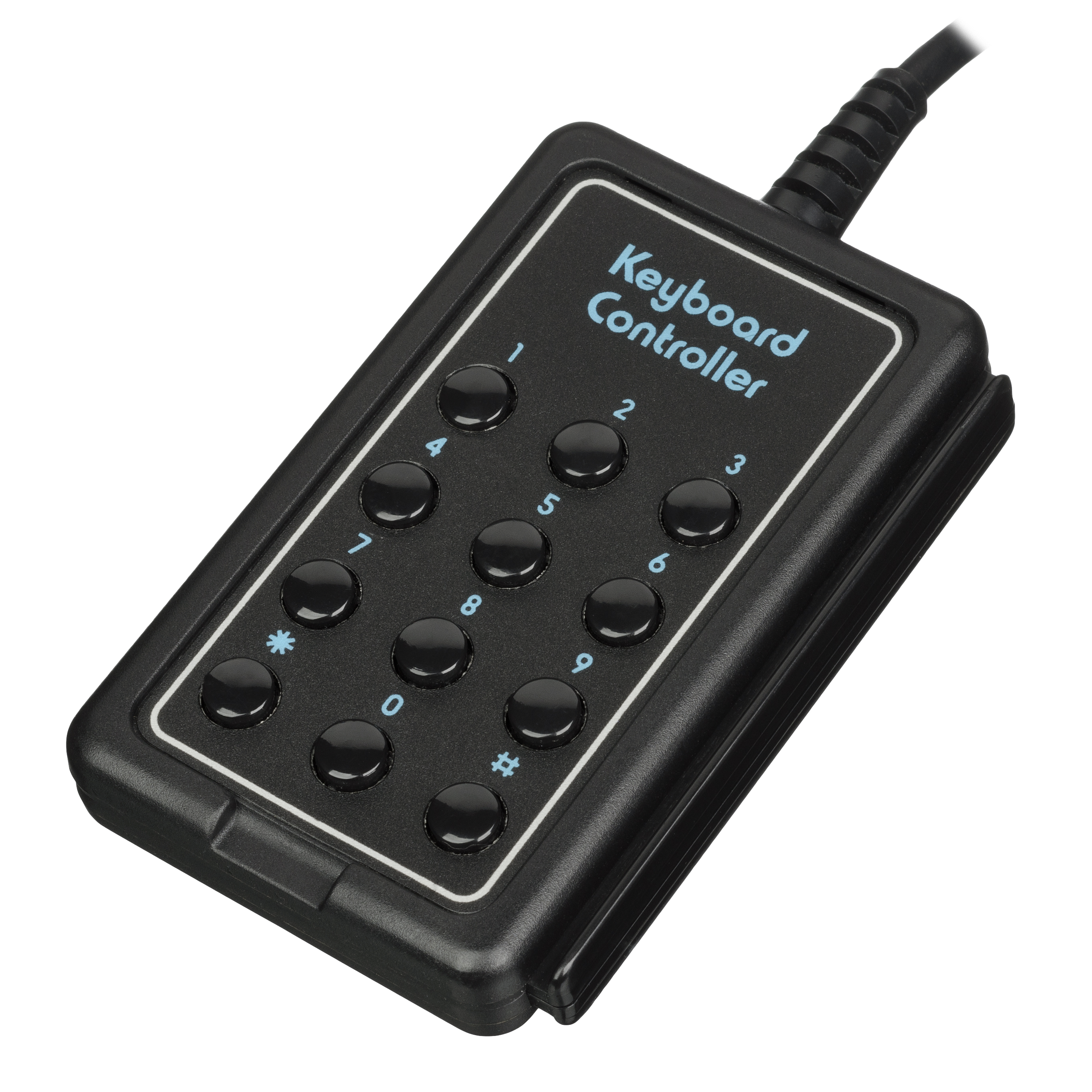
se tiene que usar 2 de estos "teclados" para programar

para escribir el código se tiene que usar 2 teclados proporcionados con la compra del software y se conecta  a través de los conectores db9 de Atari, vienen con superposiciones para facilitar el cómo escribir los comandos y letras.  Los programas están restringidos a 64 caracteres de tamaño y normalmente 9 líneas de código, lo que limita los programas que se pueden escribir (los usuarios pueden deshabilitar todas las ventanas excepto la ventana de Programa y seguir seleccionando "Nueva línea" hasta que estén presentes 11 líneas de código).

### Características del lenguaje
VCS BASIC admite las siguientes palabras clave: 
- Declaraciones: Print
- Estructura: Goto, If-Then-Else
- Gráficos: Clear
- Funciones: Hit, Key
- Matemáticas: + - × ÷ Mod
- Operadores relacionales: < > =

A diferencia de los intérprete de BASIC de la época:
- VCS BASIC utiliza ← en lugar de = para la asignación; por ejemplo, A←A+1 .
- Las declaraciones se pueden unir en una línea sin un delimitador; por ejemplo, Note←APrintA .
- Una declaración If se puede utilizar como una función y devolver un valor: Ver1 ← Ver1 + If Ver1 Mod 2 Then 8 Else 92
- Las declaraciones If pueden tomar una cláusula Else .

Nombres de variables especiales:
- Note suena una nota musical, se le asignan números del 0 al 7
  - A los números asignados a Note se les asigna implícitamente el módulo 8, por lo tanto, 8 se convierte en 0, 9 se convierte en 1, etc.
- Hor1, Hor2 : la coordenada horizontal de uno de dos cuadrados
- Ver1, Ver2 : la coordenada vertical de uno de dos cuadrados

El lenguaje solo admite 26 variables de tipo entero sin signo de la A a la Z. VCS BASIC admite números de enteros del 0 al 99. Las operaciones matemáticas son silícicas ósea que las sumas que den centenas se reinicia el contador, como por ejemplo: 99+1 es igual a 0, 99+2 es igual que 1, y 99+99 es igual a 87 etc.

#### Código de muestra
A continuación se muestra el como se programa el juego Pong en este lenguaje.
```
1
 
Hor2
←
2
+
Key

2
 
IfVer1
>
90
ThenVer1
←
88

3
 
IfHitThenVer1
←
9

4
 
Ver1
←
Ver1
+
IfVer1Mod2Then8Else92

5
 
Hor1
←
Hor1
+
7

6
 
Goto1

```